# Гокарна (Непал)

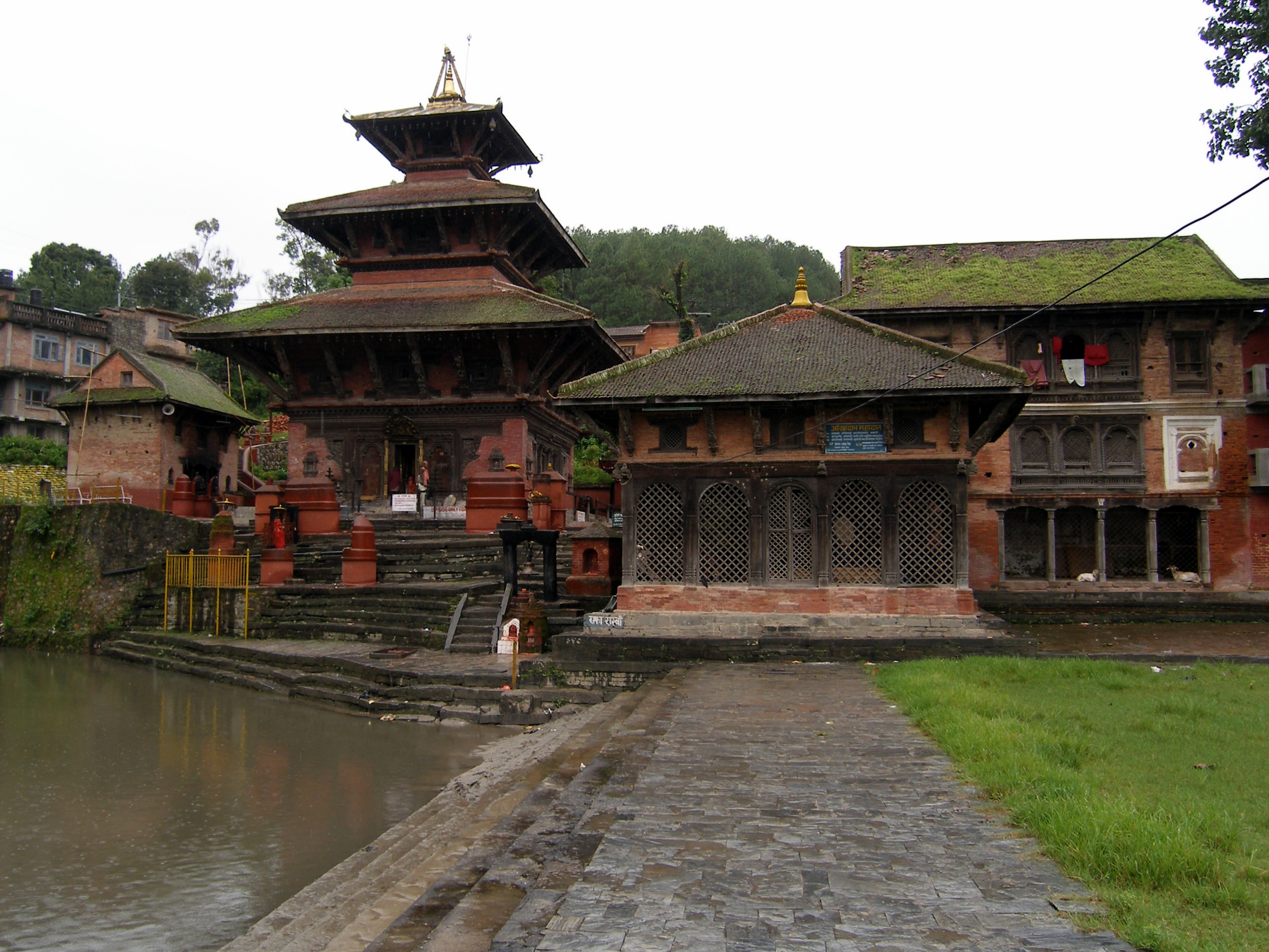
Гокарна

Гокарна — муніципалітет в окрузі Катманду провінції Багматі в Непалі, який був заснований 2 грудня 2014 року шляхом злиття колишніх комітетів розвитку сіл Сундаріджал, Наяпаті, Балува, Джорпаті та Гокарна. Офіс муніципалітету є офісом колишнього комітету розвитку села Джорпаті. Річка Багматі бере свій початок від назви Баг-Двар, розташованої посеред джунглів Шивапурі в цьому муніципалітеті. 
У селі, на березі Багматі, стоїть храм Гокарна Махадей. Він був побудований в 1582 році. Там також знаходиться храм Канті Бхайрав, побудований приблизно в 17 столітті під час правління короля Пратапа Малли. Наприкінці серпня або на початку вересня люди йдуть до цього храму, щоб омитися та зробити жертвоприношення на честь своїх батьків, живих чи мертвих, у день, який називається Гокарна Аунсі.
Лісовий заповідник Гокарна розташований у цьому районі. Південно-захід від Гокарна розташований медичний коледж і клінічна лікарня.

## Населення
Загальна чисельність населення муніципалітету становить 107 351 чоловік згідно з переписом населення Непалу 2011 року. На момент перепису населення Непалу 2011 року в селі проживало 7508 осіб із 1768 домогосподарствами. Населення муніципалітету зросло до 149 366 за переписом населення Непалу 2021 року. Близько 99,4% жителів є громадянами Непалу, а 85,5% грамотні.

## Населені пункти
Джорпаті, Наябасті, Бенсігаун, Аттархель, Нараянтар, Дакшиндхока, Джагдол, Гокарна, Шанкхадол, Сундаріджал, Наяпаті є районами поселення місцевих жителів у цій області.

## Знатні жителі
Письменник Рамеш Бікал народився поблизу Гокарни в 1932 році.

## Туризм
Перший готель в країні під назвою Royal Hotel був відкритий уродженцем Одеси Борисом Лисаневичем.